# 幸福湖

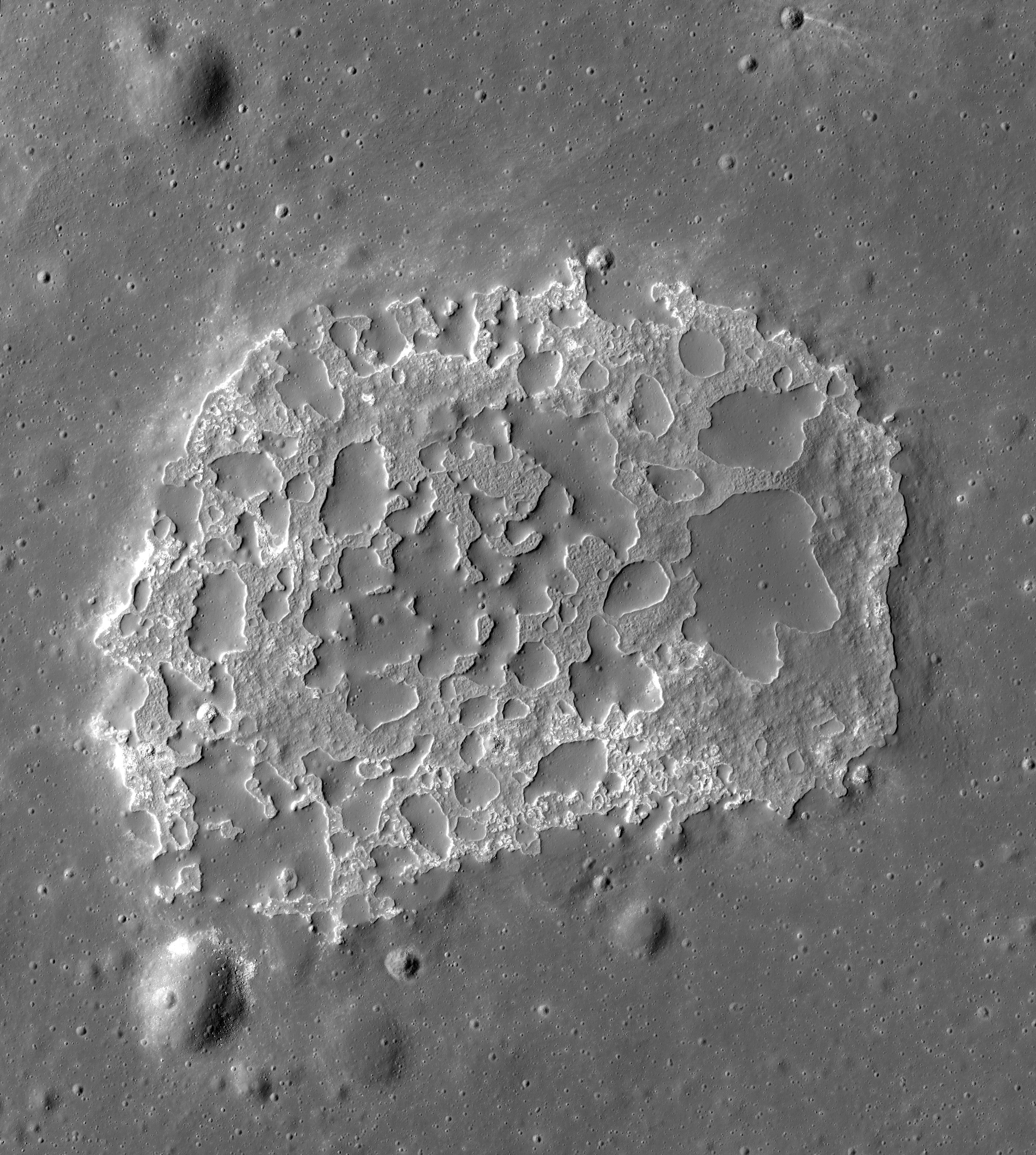
艾娜月坑，左上是达格陨石坑；左下为奥萨马陨石坑；艾娜月坑内右侧是较大的阿格妮丝山，图片宽度为3.5公里。

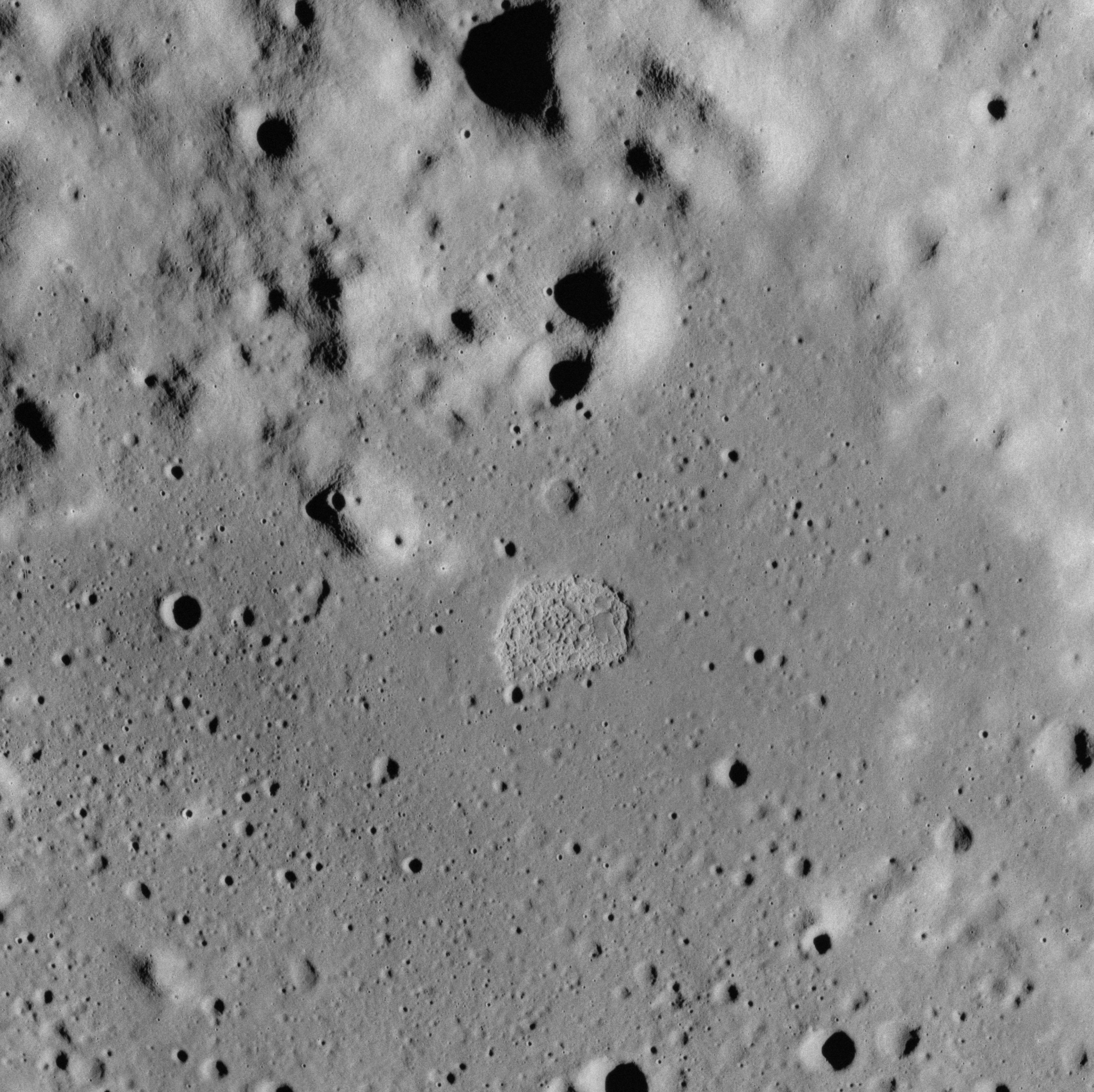
阿波罗17号拍摄的艾娜月坑照片(中间)

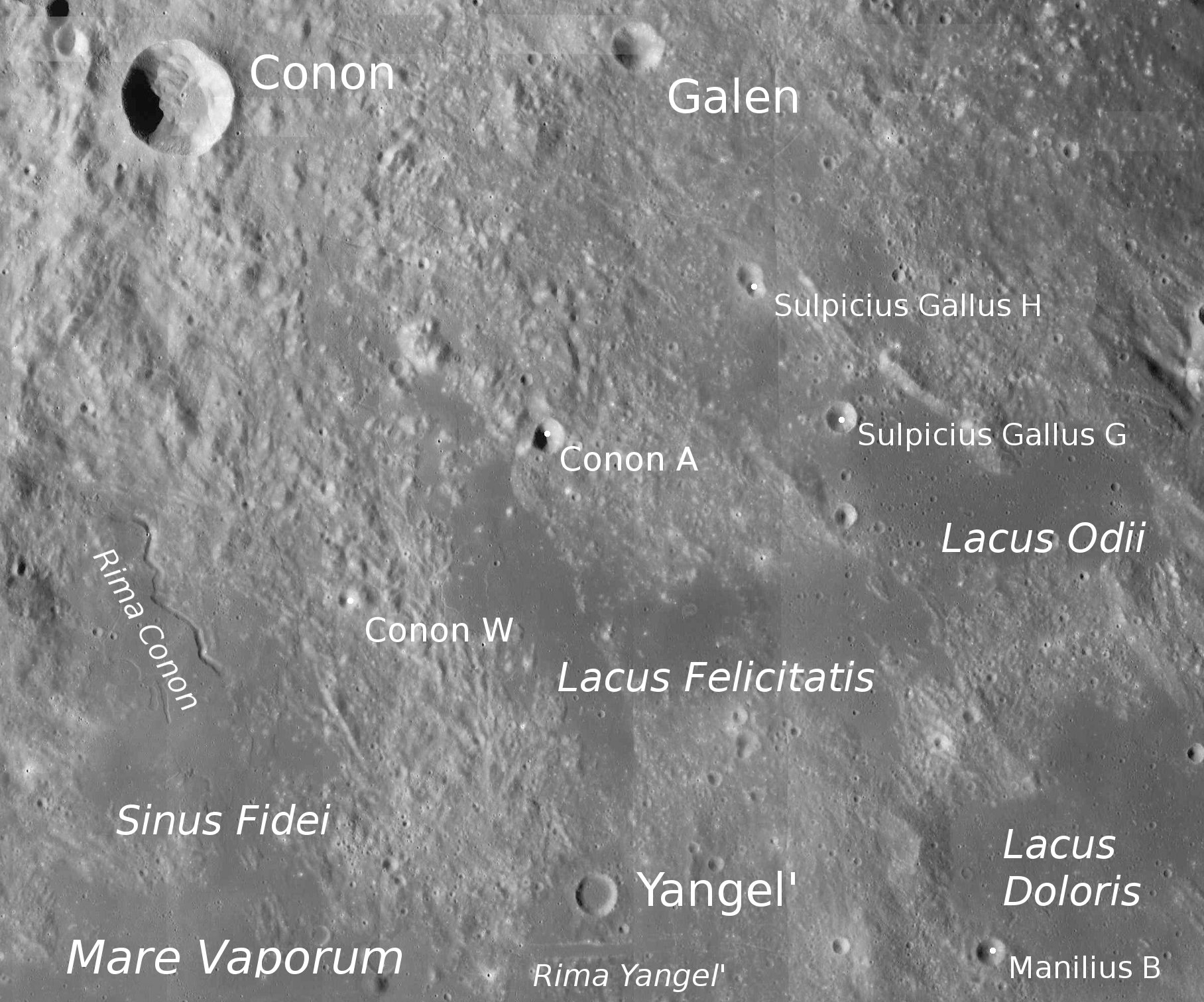
幸福湖及周边地区图

幸福湖又译为菲里斯塔迪斯湖（拉丁語：Lacus Felicitatis），位于月球正面澄海、汽海和雨海间三角状的雪陆内。这里是一小片已被熔岩流淹没、且反照率较周边地形更低的平坦区，尺寸约100公里。该湖名首次出现于1974年发表的美国军事测绘局为美国宇航局绘制的月图上，1976年被国际天文学联合会批准采纳。

## 位置和附近特征
幸福湖的中心点月面坐标为北纬18.5°、东经5.4°，东北与怨恨湖接壤、东南毗邻忧伤湖、南面是汽海、西侧是忠诚湾。幸福湖东北70-80公里处是绵延的海玛斯山脉(一道环澄海盆地的山脊)，西北100公里则是亚平宁山脉(类似的环雨海盆地山脊)，幸福湖南面是位于汽海边缘直径8公里的扬格利陨石坑，幸福湖东北岸附近是直径6公里的卫星坑"科农 A"。

## 描述
幸福湖的形状像一支二端分别指向西北和东面的回旋镖，东西约100公里，西北长140公里，终点处不太清晰。湖表高度低于月表基准0.3-1.1公里。
它是位于直径50公里，已被熔岩填塞且严重损毁的卫星坑"曼尼里乌斯 E"东面的三座月湖之一。月湖中央从北至南延伸着一条30公里宽、200-600米高的细长高原(地垒)，该高原上坐落着一座300米高，直径17公里的月丘，可能是一座古老火山，其顶部地貌外观极为异常且起源神秘，错落分布着宽3×2公里、深约30米的沟槽及变形虫般的低矮山丘，它被命名为艾娜月坑，是月球上数十个此类特征中最大的一座，类似于水星上已知的凹陷地貌。与艾娜一起被命名的还有它左侧的二座陨坑(奥萨马和达格)以及它里面的一座山丘(阿格妮丝山)，这是截止2015年该月湖中所有已命名的特征项目。
该区域内有三座小型陨石坑已经被国际天文学联合会命名，详见下表：
| 陨石坑 | 月面坐标        | 直径     | 名称来源           |
| ------ | --------------- | -------- | ------------------ |
| 达格   | 18.7° N, 5.3° E | 0.5 公里 | 斯堪的纳维亚男性名 |
| 艾娜   | 18.6° N, 5.3° E | 3 公里   | 拉丁文女性名       |
| 奥萨马 | 18.6° N, 5.2° E | 0.5 公里 | 阿拉伯男性名       |

艾娜月坑是一座只有30米深的半圆形凹坑，从地球上很难看见它，2006年11月，它被认为是在过去1000万年间气体喷发的结果。